# Ochthera jos
Ochthera jos är en tvåvingeart som beskrevs av Cresson 1939. Ochthera jos ingår i släktet Ochthera och familjen vattenflugor. Inga underarter finns listade i Catalogue of Life.